# صوت محيطي

الصوت المحيطي (بالإنجليزية: Surround Sound)‏ عبارة عن تقنية لزيادة جودة استنساخ الصوت عن طريق مصدر صوت مع قنوات صوت إضافية من السماعات المحيطة بالمستمع (القنوات المحيطة). كان أول تطبيق لها في دور السينما. قبل نظام الصوت المحيطي، كانت أنظمة الصوت المسرحية القياسية تحتوي على ثلاث «قنوات شاشة» للصوت، تنبعث من مكبّرات الصوت التي تقع أمام الجمهور فقط: في اليسار والوسط واليمين. يضيف الصوت المحيطي قناة أو أكثر من مكبرات الصوت خلف المستمع، وبالتالي يمكن إنشاء إحساس الصوت القادم من أي اتجاه أفقي 360 درجة حول المستمع. هناك العديد من التنسيقات والتقنيات القائمة على الصوت المحيطي، والتي تتنوع في طرق الاستنساخ والتسجيل بالإضافة إلى عدد القنوات الإضافية وتحديد موقعها. تتطلب مواصفة الصوت المحيط الأكثر شيوعًا، وهي معيار الاتحاد الدولي للاتصالات البالغ 5.1، 6 مكبرات صوت: المركز (C) أمام المستمع (t)، يسار (L) ويمين (R) عند زوايا 60° على جانبي المركز، ويسار محيطي (LS) ويمين محيطي (RS) بزاوية من 100 إلى 120°، بالإضافة إلى مضخم صوت لا يكون موقعه حرجًا.

## وصلة خارجية
- صوت محيطي على مشروع الدليل المفتوح